# 黃巾軍
黃巾賊，又稱黃家，東漢時人貶稱「蟻賊」、「蛾賊」，是中國東漢末年鉅鹿人張角所領導的群众，於甲子年（184年）暴動。黃巾之亂是中國歷史上規模最大的暴亂之一，由於頭裹黃巾，故作黃巾軍，引發的暴亂不到一年就被東漢王朝所平定，歷史上都把黃巾之亂作為三國時代的開端。口號︰「蒼天已死，黃天當立。」

## 簡述
黃巾賊原是東漢末年的一些群眾、百姓，鉅鹿人張角帶著弟弟張寶、張梁，去醫治得到重病的人，因此深得民心，張角眼見手下信奉他太平道的人越來越多，以「蒼天已死，黃天當立」為口號，發動大規模的暴亂黃巾之亂，近百萬人参与，張角在這場戰役中病故逝世，其弟也被官軍所殺，勢力很快就被滅亡。黃巾之亂雖只維持不到一年的時間，但卻留下了東漢王朝滅亡的禍根。
黃巾起義失敗之後，曹操將30萬青州黃巾餘黨納入麾下，並由于禁、臧霸等人率領，史稱青州兵。

## 影響
黃巾之亂雖不到一年的時間就被東漢王朝所平定，但朝廷由於為了鎮壓黃巾之亂，對各郡守的兵權交付過大，導致各路諸侯割據一方，造成群雄稱霸的型態，這無疑是對東漢王朝致命的打擊，所以黃巾之亂更加速了東漢的滅亡。而且，黃巾之亂平息後，其殘黨繼續在黃河流域一帶作戰二十多年。臧霸作为青徐军的首领，为与曹操紧密合作的半独立军阀，直至曹操去世后被曹丕拔去军权。